# Rio Fly
O rio Fly (em Tok Pisin: wara Flai; em inglês: Fly River) é um importante rio na ilha da Nova Guiné. Tem 1050 km de comprimento e é o segundo mais longo rio da Papua-Nova Guiné. Nasce nas montanhas Star e cruza as terras baixas do sudoeste do país antes de desaguar no golfo de Papua (mar de Coral) num grande delta. 

## Geografia
O rio Fly corre principalmente através da Província Ocidental, embora um pequeno troço forme a fronteira natural entre a Papua-Nova Guiné e a província indonésia de Papua. Nesta secção sobressai ligeiramente para oeste da linha de longitude 141°E, acordada como a fronteira Indonésia-Papua-Nova Guiné. Para compensar esta ligeira irregularidade, a fronteira a sul do rio Fly está ligeiramente deslocada para um pouco a leste desse meridiano, e como parte do acordo entre os dois países, a Indonésia tem direito de usar o rio Fly para navegação até à sua foz. 
Os principais afluentes do rio Fly são os rios Strickland e Ok Tedi. Ambos os rios têm sido alvo de polémicas ambientais devido aos resíduos que as minas Porgera e Ok Tedi vertem para o rio. Em 2008, o Dr. Ian Campbell, ex-assessor da «Ok Tedi Mining Limited», declarou que os dados da empresa sugerem que importantes partes da planície de inundação do rio Fly estejam em alto risco pelos derrames ácidos das minas.

## Delta

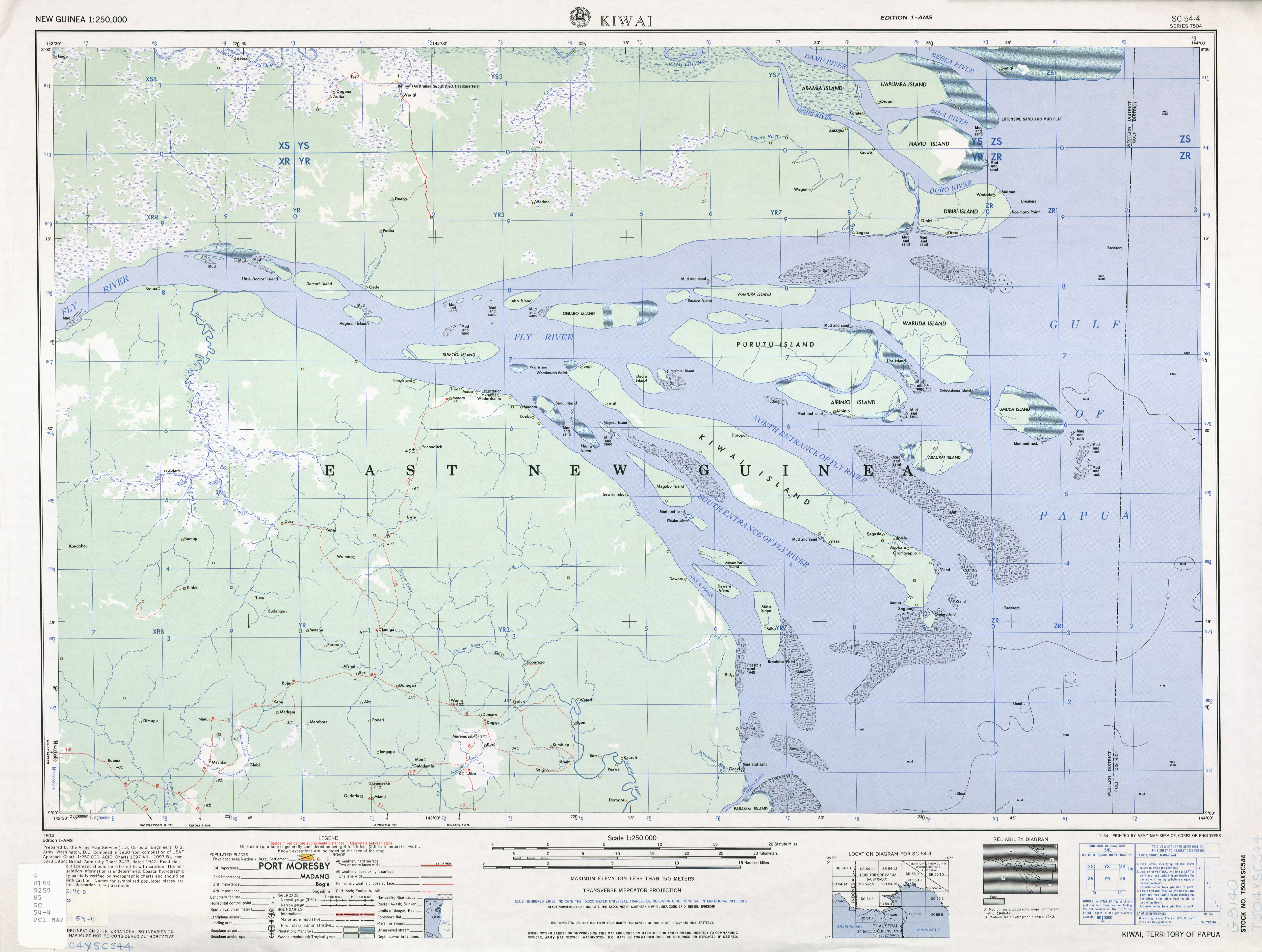
Mapa do delta do rio Fly.

O estuário do rio Fly tiem largura de 56 km na sua entrada, mas só 11 km de largura por alturas da ilha Kiwai, que pode ser considerada como a foz do rio. Por cima desta ilha o rio contrai-se gradualmente até à largura de 1,6 km ou menos. 
O delta do rio está salpicado de ilhas baixas e pantanosas, cobertas de manguezais, com algumas aldeias nas suas margens. As ilhas são planas e cobertas por bom e fértil solo aluvionar, tal como as margens, As maiores são as ilhas Kiwai (359,1 km²), Purutu (186 km²), Wabuda (109 km²), Aibinio, Mibu e Domori. Kiwai, Wabuda e Domori são habitadas. 
Os habitantes do delta do rio Fly desenvolvem agricultura e caça. É cultivada uma variedade de plantas como o coqueiro, a árvore-do-pão, a bananeira, a palmeira-de-sagu e a cana-de-açúcar.

## História

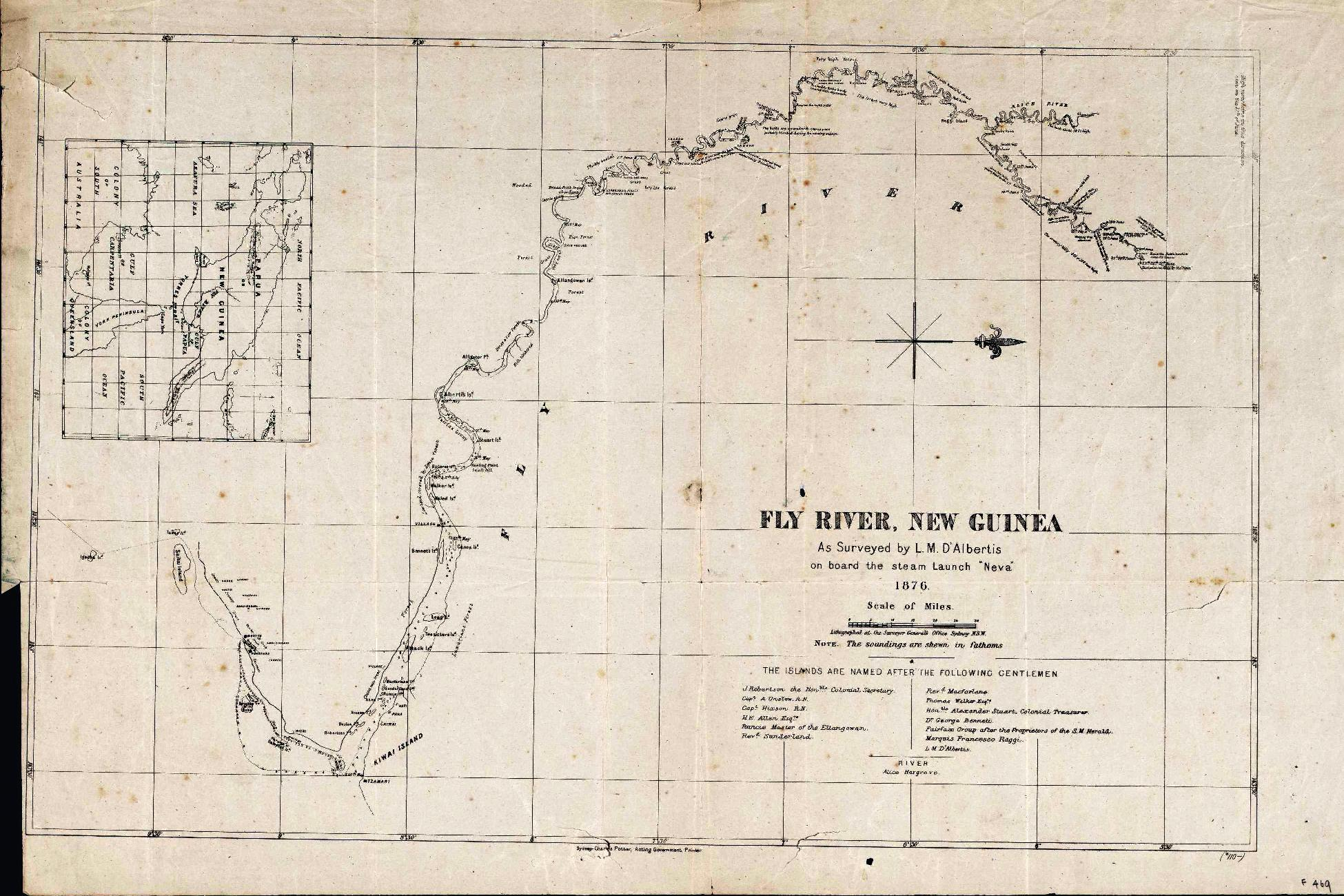
Mapa original da exploração de L.M. D'Albertis - 1876.

O rio Fly foi descoberto pelos europeus em 1842 quando o oficial naval inglês Francis Blackwood (1809–1854), ao comando da corveta HMS Fly, reconheceu a costa ocidental do golfo de Papua. O rio foi nomeado a partir do seu barco, e declarou que seria possível a um pequeno barco a vapor navegar rio acima.
Em 1876 o explorador italiano Luigi D'Albertis (1841-1901) foi a primeira pessoa que realizou esta viagem com êxito, ao viajar 900 km para o interior da Nova Guiné, no seu vapor "Neva". Foi mais para o interior que qualquer outro explorador anterior.